# Fridhemsplan (metropolitana di Stoccolma)
Fridhemsplan è una stazione della metropolitana di Stoccolma, localizzata nella piazza omonima sull'isola di Kungsholmen, nella zona ovest della città.
La fermata di Fridhemsplan è collocata sia sulla linea verde (fra le stazioni di Thorildsplan e S:t Eriksplan) sia sulla linea blu (fra le stazioni di Stadshagen e Rådhuset), formando un punto d'incrocio fra le due linee.

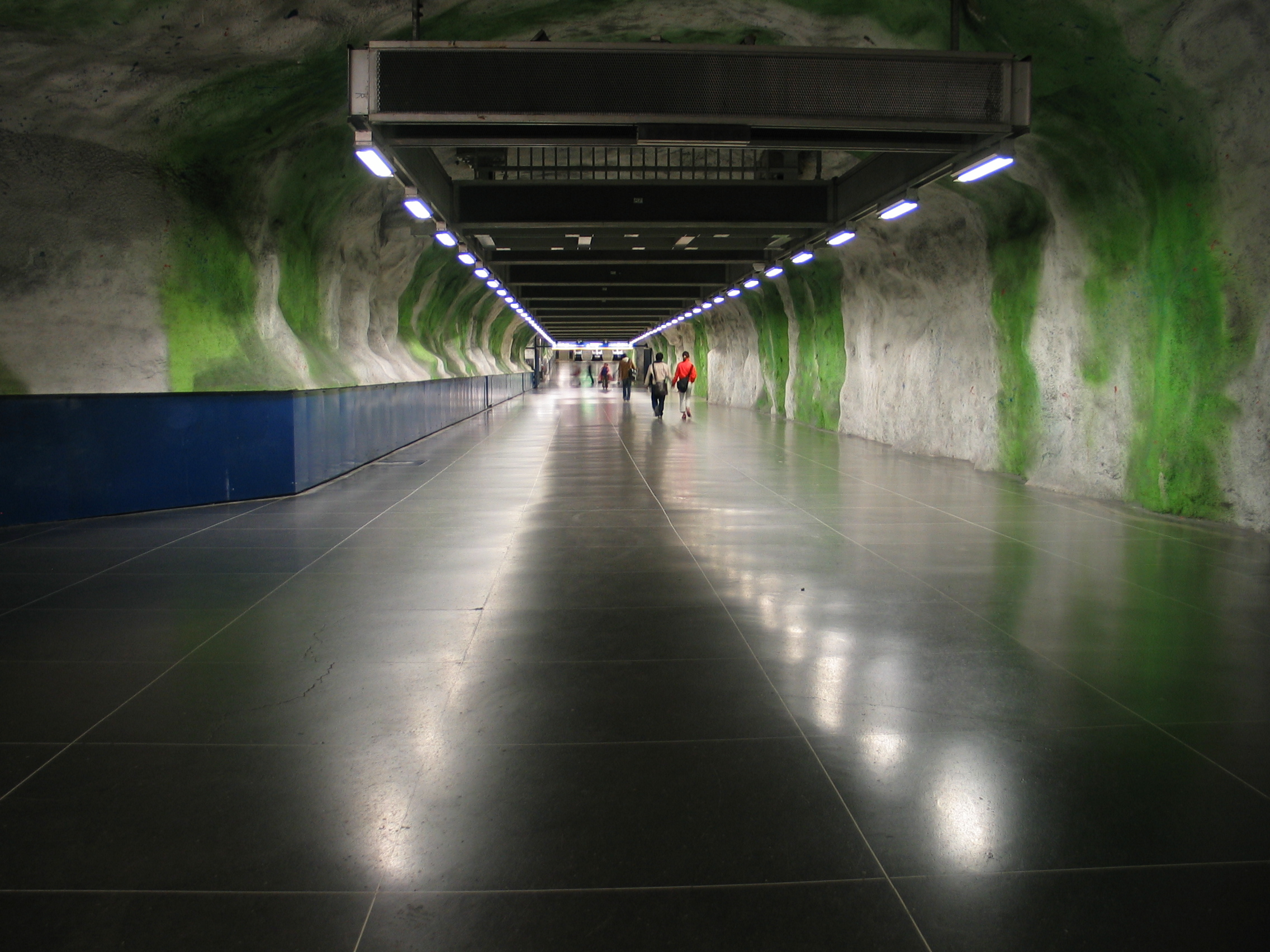
L'interno della stazione.

Ciò la rende una delle stazioni più frequentate di tutta la rete metroviaria cittadina, con un passaggio medio di circa 54.100 persone durante un normale giorno lavorativo.
Fridhemsplan è composta al suo interno da due diverse stazioni interconnesse fra loro: la parte superiore è utilizzata per i treni della linea verde, ed è posizionata a 18 metri sotto terra. Essa è attiva dal 26 ottobre 1952, cioè dall'apertura ufficiale del tratto da Hötorget fino a Vällingby.
La parte sottostante ospita invece il passaggio dei treni sulla linea blu, con piattaforme situate ad una profondità di 28-31 metri sotto al livello del suolo. L'inaugurazione di quest'area avvenne il 31 agosto 1975.
La stazione è stata progettata dagli architetti Michael Granit e Per H. Reimers. I suoi interni presentano le sembianze di una caverna e sono stati creati seguendo i principi dell'architettura organica, adottati anche per altre fermate della linea blu. Sono presenti opere decorative create dagli artisti Ingegerd Möller, Torsten Renqvist, Dimas Macedo e Lennart Rodhe.

## Tempi di percorrenza
| Linea | Capolinea       | Tempo  | Stazione                       | Tempo               |
| T17   | Åkeshov         | 11 min | T-Centralen Gamla stan Slussen | 9 min 11 min 12 min |
| T17   | Skarpnäck       | 29 min | T-Centralen Gamla stan Slussen | 9 min 11 min 12 min |
| T18   | Alvik           | 7 min  | T-Centralen Gamla stan Slussen | 9 min 11 min 12 min |
| T18   | Farsta strand   | 34 min | T-Centralen Gamla stan Slussen | 9 min 11 min 12 min |
| T19   | Hässelby strand | 26 min | T-Centralen Gamla stan Slussen | 9 min 11 min 12 min |
| T19   | Hagsätra        | 33 min | T-Centralen Gamla stan Slussen | 9 min 11 min 12 min |
| T10   | Hjulsta         | 18 min | T-Centralen                    | 3 min               |
| T10   | Kungsträdgården | 5 min  | T-Centralen                    | 3 min               |
| T11   | Akalla          | 18 min | T-Centralen                    | 3 min               |
| T11   | Kungsträdgården | 5 min  | T-Centralen                    | 3 min               |